# Paranocaracris bulgaricus
Paranocaracris bulgaricus is een rechtvleugelig insect uit de familie Pamphagidae. De wetenschappelijke naam van deze soort is voor het eerst geldig gepubliceerd in 1936 door Ebner & Drenowski.
1. ↑  (en) Paranocaracris bulgaricus op de IUCN Red List of Threatened Species.